# تسخیر هانا گریس
تسخیر هانا گریس (به انگلیسی: The Possession of Hannah Grace) فیلمی ترسناک محصول سال ۲۰۱۸ ایالات متحده آمریکا است. این فیلم در بعضی کشورها با نام نعش (به انگلیسی: Cadaver) شناخته شده‌است.
فیلم داستان یک زن (سابقاً پلیس) را روایت می‌کند که هنگام کار در مرده‌شوی خانه با رخدادهای فراطبیعی مواجه می‌شود و بازیگران آن شای میتچل، کربی جانسون، استانا کاتیک، گری دیمون و نیک تیون هستند.
تسخیر هانا گریس که عموماً نقدهای منفی دریافت کرده‌است در نوامبر ۲۰۱۸ در ایالات متحده اکران شد و فروش جهانیش ۴۳ میلیون دلار بود.
فیلمبرداری تسخیر هانا گریس تماماً با دوربین Sony α7S II انجام شده‌است. این اولین مرتبه است که یک فیلم سینمایی با یک دوربین فول‌فریم بدون آینه تصویربرداری می‌شود. این فیلم را استودیو اسکرین جمز (از زیرمجموعه‌های سونی) تولید و توزیع کرده‌است.